# Warframe
Warframe és un videojoc d'acció en tercera persona gratuït que està desenvolupant-se per la companyia Digital Extremes per a Microsoft Windows, PlayStation 4, Xbox One i Nintendo Switch. Permet jugar en mode multijugador fins a un màxim de quatre jugadors (en una missió fins a vuit jugadors en PC).
Els Warframes són dinàmics i no s'adhereixen a un sol arquetip, fet que els permet adaptar-se a qualsevol estil de joc. Encara que hi ha alguns Warframes que destaquen en certes situacions, no es limiten necessàriament a qualsevol paper en particular.
La mesura que un Warframe pot ser personalitzat es determina principalment per la configuració dels seus mòduls, que poden ser instal·lats per millorar certs atributs de Warframe i fins i tot alterar les seves habilitats. Es pot aconseguir altres bonificacions mitjançant l'ús de complements, com els Cascos. Cada Warframe disposa de quatre poders únics que permeten un ampli marge de control sobre el medi que els envolta. Aquests poders poden permetre a un Tenno llançar pràcticament qualsevol cosa, que van des de devastadores ones d'energia a barreres defensives, o fins i tot curar massivament. Els Warframes augmenten en gran manera les capacitats físiques d'un Tenno, afectant així les habilitats naturals com el maneig de l'espasa, la punteria i més notablement les acrobàcies. Els nous jugadors comencen com un Warframe Excalibur en una sessió de tutorial. En acabar, als jugadors se'ls dona l'opció de començar el joc utilitzant Excalibur, Volt, o Mag. Per defecte, als jugadors se'ls assigna dues ranures de Warframes, cada ranura addicional costa 20 platins.
Hi ha dues maneres d'obtenir un nou Warframe:
- El mètode més llarg requereix que el Tenno adquireixi els plans del Warframe, el pla del casc del Warframe, el pla del xassís del Warframe, i finalment, el pla dels sistemes del Warframe, per al Warframe desitjat d'un cap, construint els objectes a la Fosa, i comprant el pla del Warframe crèdits des del Mercat, per així fabricar aquest Warframe.
- Comprar el Warframe amb Platinum des del Mercat. Els Warframes adquirits d'aquesta manera venen amb un Reactor Orokin preinstal·lat i amb la seva pròpia ranura.

## Warframes
Actualment existeixen 23 tipus de warframes:
- Ash
- Banshee
- Chroma
- Ember
- Excalibur
- Frost
- Limbo
- Loki
- Mag
- Nekros
- Nova
- Nyx
- Oberon
- Rhino
- Saryn
- Trinity
- Valkyr
- Vauban
- Volt
- Zephyr
- Hydroid
- Mirage
- Mesa

Warframes Prime
- Excalibur Prime
- Frost Prime
- Mag Prime
- Ember Prime
- Rhino Prime
- Loki Prime
- Nyx Prime
- Nova Prime
- Volt Prime

## Pujant de nivell
Els Warframes requereixen afinitat, convencionalment coneguda com a punts d'experiència (XP), per tal d'assolir nivells més alts (disponible fins al 30). Els Frames pugen de nivell per separat dels altres i del jugador fins a arribar a un màxim de nivell 30. Durant les missions, els jugadors són recompensats amb XP a través d'accions com eliminar enemics, usar habilitats, completar objectius, reviure amics caiguts o simplement completar la missió. Amb cada nivell, un Warframe guanya successivament capacitat de mods i increments passius d'escuts, salut, capacitat d'energia, i 200 punts de mestratge. Els augments d'estats rebuts en pujar de rang es calculen del valor base del Warframe per a cada estat, prevenint que els mòduls afectin la bonificació.

## Atributs deWarframe
Els atributs són els estats i la funcionalitat dels warframes com la salut, l'armadura, els escuts, l'energia, el vaig aguantar i la velocitat de moviment. Cada warframe és únic, ja que cada un té una combinació diferent d'aquests i els seus poders. Els poders poden ser modificats a força d'atributs coneguts com: durada, força, eficiència i rang.

## Cosmètics deWarframe
Cada Warframe es pot equipar amb diversos tipus d'equip alternatiu o dissenys. Aquests objectes cosmètics inclouen cascos, syandanas, armadures, animacions d'inactivitat i emblemes hologràfics (del clan o algun esdeveniment).
Alguns d'aquests objectes estan disponibles per defecte, altres poden o bé ser comprats des del mercat o trobats com plànols a través del sistema d'alertes.

## Orígens
El nom Warframes prové d'un projecte d'investigació propietat de Boeing l'any 1950 durant la Segona Guerra Mundial per equipar els soldats amb exoesquelets, com va esmentar Steve Sinclair durant la Devstream.
Dark Sector
A la Terra durant la Guerra Freda, els Estats Units va inventar una cosa anomenada el virus Technocyte. Va romandre sense usar i en gran part no provat per diverses dècades fins que l'agència enviar un submarí amb una infectada a bord a l'illa russa de Lasaria. Un membre suposadament murri de l'agència, anomenat Robert Mezner, especialista en nanotecnologia que s'aplica a la millora biològica, va ser enviat a Lasaria en secret com a prova per a propagar el virus entre els seus ciutadans.
Un altre agent de l'agència anomenat Hayden Tenno va ser enviat a Lasaria a matar Mezner i va ser atacat ràpidament per Némesis, essencialment un Warframe prototip fet Technocyte o una nanotecnologia similar que sembla una barreja entre Rhino i Nyx en Warframe i va ser portada per una dona que treballava amb Mezner. Nemesis infecta Hayden amb la mateixa soca modificada del virus Technocyte que Mezner utilitza amb ell mateix.
En aquest punt, la major part del joc de Dark Sector es juga fora. Hayden va reaccionar al virus de manera única, ja que només va mutar el seu dret braç o espatlla visiblement així com la fresa de la seva carn Technocyte orgànica. Per a altres éssers humans i animals, el dolor ràpidament els va portar a la bogeria i els va transformar en monstres horribles amb peces de techno-orgànic o organismes sencers. L'analgèsia congènita de Hayden li va fer no sentir el dolor, i molt probablement aquesta va ser la raó que el virus no el tornés boig.
Al final de la història, Hayden adquireix un altre prototip Warframe (que utilitza el mateix model de personatge com Excalibur en Warframe), derrota a Némesis i Mezner (que es va tornar boig pel virus) i va sobreviure a l'agència traïdora. Tot i així, el virus Technocyte va acabar sent alliberat al món, ja sigui a través dels esforços de Mezner o intencionadament per l'agència.
Orokin Era
Avançant-se uns pocs milers d'anys (o possiblement més), i el sistema d'origen està dirigit per una raça anomenada la Orokin. Robots creats per la humanitat, una cursa transhumana, o una carrera totalment aliena que es va presentar en el sistema solar. Durant un temps, la Orokin va governar el sistema solar i va passar gran part del seu temps la construcció de grans llocs d'avançada i l'experimentació en mostres genètiques de criatures que es troben a la Terra. Des d'aquest punt, sabem que va esclatar una guerra entre el Orokin i Els Sentients. No hi ha informació confirmada sobre qui eren els Sentients però sembla més probable que fossin humans o inhibidors de l'aromatasa, com no hi ha una altra raça coneguda en el sistema solar. La informació còdex d'Excalibur ofereix detalls més:
"Els Sentients havien guanyat. Havien convertit les nostres armes, la nostra tecnologia, la nostra contra. La més avançats ens convertim, la major de les nostres pèrdues. La guerra havia acabat a menys que ens trobem amb una nova forma. En la nostra desesperació ens vam tornar al buit. La nit de cec, el hellspace on la nostra ciència i la raó van fracassar.
Prenem els pocs retorçats que havia tornat d'aquest lloc. Construïm un marc al voltant d'ells, un conducte de les seves tribulacions. Els va donar les armes de les velles costums. Pistola i la fulla. Un nou guerrer, va néixer un nou codi. Aquests rebutjos, aquests Tenno, es van convertir en els nostres salvadors. Guerrero-Déus emesos en acer i la fúria colpejant als nostres enemics d'una manera que mai podria comprendre.
Excalibur va ser el primer.
- Arxius Orokin 'Warframe'
Els Warframes van ser creats per als Tenno, supervivents humanoides del buit, com un últim intent per la Orokin per combatre els Sentients. Excalibur va ser el primer Warframe creat durant aquest temps, és formulari basat en la proto-Warframe de temps pre-Orokin. El Tenno eren úniques entre les races humanoides que posseïen la capacitat d'interactuar amb la tecnologia avançada, per la seva capacitat d'assimilar el virus Technocyte. Com Hayden Tenno de Dark Sector va ser "el primer Tenno" i el primer a assimilar amb èxit el virus, ja sigui seu llinatge o éssers humans modificats genèticament amb gens similars es van anomenar Tenno, tot i que cal destacar que en Warframe, Excalibur va ser estrictament nomenat com el primer, almenys en termes de la Orokin.
A partir d'aquí les coses es posen una mica menys específiques. Els Tenno són responsables de la caiguda de la Orokin a través dels esdeveniments coneguts i utilitzats per a la Guerra Vell; i és molt probable que es produís a Mercuri, a causa del sector Terminus que existia al planeta, i es pot dir que Mercuri és una torre Orokin que queda en el sistema solar. Pot ser per aquesta raó que els Corpus es refereixen amb freqüència als Tenno com "els traïdors", com els Corpus adoren als Orokin i la tecnologia que es pot rescatar d'ells. També poden referir a ells com els traïdors per posar-se del costat de la Grineer en conflictes, com la referència a "Traïdor" va sorgir durant el temps en què els jugadors podien aliar-se amb el Grineer en els conflictes regionals, els quals són les causes possibles per al nom.
Després de la Gran Guerra es va produir el col·lapse. Els Tenno van entrar en crioson i no es van despertar mai per raons desconegudes. Algunes de la humanitat es van quedar com són i van formar tres dels sis sindicats, tenen més d'Àrbitres de Hexis, vel vermell i Nova Loka, poblant molts dels planetes i astres del nostre sistema solar. Alguns dels humans van clonar-se si mateixos per crear exèrcits i adaptar-se a les millores mecàniques i sorgí el Grineer, dirigit pel Bessó Kweens (Queens). Alguns de la majoria dels humanoides coneixedors de la tecnologia es van convertir en un 'Cult Merchant' que adoraven els diners i les relíquies de la Guerra Antiga i Orokin anomenat el Corpus. El virus Technocyte infecta i muta éssers vius i va arribar a ser conegut col·lectivament com la infestació.
Warframe Era
Alguns segles més tard, el Corpus és àmpliament considerada com la força que governa l'economia i la investigació. Els Grineer van lluitar contra els Corpus pel poder i per comprar la seva tecnologia per donar suport els seus cossos constantment degradats. En un moment, el infestat gairebé havia conquerit alguns dels planetes del sistema d'origen, però han estat empesos de tornada al seu lloc de residència a la deriva dels antics "Orokin Derelict" i recentment conquistat Eris, a més del brot ocasional en planetes habitats. Tot el que queda de la Orokin són els primers armes oblidades o bé construïts o tingut una mà en la construcció, i les torres en una zona perillosa coneguda com el Buit.
Els Tenno van ser despertats per Lotus, sense recordar res del seu passat. Molts Tenno que van despertar el crioson ja portaven un Warframe i Lotus els informa com utilitzar-lo. Es troben a continuació solts sobre el sistema solar, ja sigui sols o en petits esquadrons d'abordar una àmplia varietat de missions designades per Lotus per mantenir l'equilibri entre els Grineer i Corpus faccions o per sufocar aixecaments infestats. Alguns Tenno també donen suport als Grineer o Corpus com a mercenaris per a pagament.
El Lotus s'implica per ser una organització secreta que proporciona orientació al Tenno. El seu portaveu principal sembla una femella humanoide simplement anomenada Lotus. La icona del Lotus s'ha emprat des del començament de la plaga Technocyte en Dark Sector, en Dark Sector com un mitjà per identificar els mercats negres. La continuïtat d'aquest logotip és misteriós, però sembla un fix en la cultura Tenno com la majoria de Warframes ho suporten.